# Cybister immarginatus
Cybister immarginatus es una especie de escarabajo del género Cybister, familia Dytiscidae. Fue descrita científicamente por Fabricius en 1794.

## Distribución geográfica
Habita en Zimbabue, Guinea-Bisáu y Mozambique.